# 西土佐村
西土佐村（にしとさむら）は、高知県幡多郡にかつてあった村。
2005年（平成17年）4月10日に中村市と合併し、現在は四万十市となった。同市では西土佐地区となっている。

## 地理
県西部の山間にあり、四万十川が流れている。

### 隣接していた自治体
- 高知県
  - 中村市
  - 宿毛市
  - 幡多郡十和村
- 愛媛県
  - 宇和島市
  - 北宇和郡津島町、松野町

## 歴史
- 1958年（昭和33年）4月1日 - 江川崎村・津大村が合併し、西土佐村が誕生。
- 2005年（平成17年）4月10日 - 中村市と合併して、新しく四万十市となった[1]。

## 教育
- 高等学校
  - 高知県立中村高等学校西土佐分校
- 中学校
  - 西土佐村立西土佐中学校（現・四万十市立西土佐中学校）
- 小学校
  - 西土佐村立大宮小学校（現・四万十市立大宮小学校）
  - 西土佐村立奥屋内小学校（現・四万十市立奥屋内小学校、1999年に休校）
  - 西土佐村立川崎小学校（現・四万十市立川崎小学校）
  - 西土佐村立口屋内小学校（現・四万十市立口屋内小学校）
  - 西土佐村立権谷小学校（合併後四万十市立権谷小学校となり、2002年に休校、2006年に四万十市立本村小学校へ統合）
  - 西土佐村立下家地小学校（現・四万十市立下家地小学校、2001年に休校）
  - 西土佐村立須崎小学校（現・四万十市立須崎小学校）
  - 西土佐村立津野川小学校（現・四万十市立津野川小学校）
  - 西土佐村立西ヶ方小学校（現・四万十市立西ケ方小学校）
  - 西土佐村立藤ノ川小学校（現・四万十市立藤ノ川小学校、2002年に休校）
  - 西土佐村立本村小学校（現・四万十市立本村小学校）

## 交通

### 鉄道路線
- 中心となる駅: 江川崎駅
- 四国旅客鉄道（JR四国）
  - 予土線: （十和村） - 半家駅 - 江川崎駅- 西ケ方駅 - （松野町）

### 道路
国道と国道が交わる地点にあるため、よっぽど山奥に行くとき以外は交通の便がいいほうである。
- 国道
  - 国道381号
  - 国道441号
- 県道
  - 高知県道8号西土佐松野線
  - 高知県道107号藪ヶ市松野線

## 名所・旧跡・観光スポット・祭事・催事
- 四万十川
- 黒尊渓谷
- 天然ヒノキ群
- 大宮・宮崎遺跡
- アドベンチャーシマムタ
- リバーツーリング

## ドキュメンタリー
- 新日本紀行「四万十・川漁師〜高知県中村市・西土佐村〜」（1976年8月23日、NHK）[2]